# Liste der denkmalgeschützten Objekte in Alberndorf im Pulkautal
Die Liste der denkmalgeschützten Objekte in Alberndorf im Pulkautal enthält die 7 denkmalgeschützten, unbeweglichen Objekte der Gemeinde Alberndorf im Pulkautal.

## Denkmäler
| Foto |                 | Denkmal                                                                     | Standort                                     | Beschreibung | Metadaten |
| ---- | --------------- | --------------------------------------------------------------------------- | -------------------------------------------- | --- | --- |
| ja   | Datei hochladen | Figurenbildstock heiliger Johannes Nepomuk HERIS-ID: 15451 Objekt-ID: 11695 | bei Kellergasse 22 Standort KG: Alberndorf   | Aus dem Jahre 1751 stammt die auf einem geschwungenen Sockel stehende Figur des hl. Johannes Nepomuk. | BDA-Hist.: Q37785253 Status: § 2a Stand der BDA-Liste: 2025-06-30 Name: Figurenbildstock heiliger Johannes Nepomuk GstNr.: 3575/3 Alberndorf im Pulkautal Statue Johannes Nepomuk |
| ja   | Datei hochladen | Pfarrhof HERIS-ID: 15448 Objekt-ID: 11692                                   | Neustift 148 Standort KG: Alberndorf         | Der Pfarrhof ist ein ebenerdiges Mittelflurhaus mit Walmdach aus dem späten 18. Jahrhundert. Die Fassade ist mit Putzrahmen gegliedert, die Fenster mit Fensterkörben versehen.                                                                  | BDA-Hist.: Q37785114 Status: § 2a Stand der BDA-Liste: 2025-06-30 Name: Pfarrhof GstNr.: 166 Alberndorf im Pulkautal Pfarrhof                                                     |
| ja   | Datei hochladen | Katholische Pfarrkirche hl. Laurentius HERIS-ID: 15447 Objekt-ID: 11691     | Schulgasse 129 Standort KG: Alberndorf       | Aus dem Jahre 1786 stammt der schlichte Saalbau mit Westturm, der von Vasenaufsätzen flankiert wird. Die Fassade ist durch Putzrahmen gegliedert. Über einem flachbogigen Portal befindet sich eine Wappenkartusche mit dem Melker Wappen.       | BDA-Hist.: Q2320049 Status: § 2a Stand der BDA-Liste: 2025-06-30 Name: Katholische Pfarrkirche hl. Laurentius GstNr.: 165 Alberndorf im Pulkautal Pfarrkirche                     |
| ja   | Datei hochladen | Tabernakelpfeiler HERIS-ID: 15453 Objekt-ID: 11697                          | Standort KG: Alberndorf                      | Abgefaste Säulen tragen einen Quaderaufsatz mit Bemalung. Der am Beginn der Kellergasse stehende Pfeiler hat eine Steinkreuzbekrönung über gekehlten Platten. Am abgefasten Schaft ist eine Inschrift zur Renovierung von 1781 zu sehen.         | BDA-Hist.: Q37785344 Status: § 2a Stand der BDA-Liste: 2025-06-30 Name: Tabernakelpfeiler GstNr.: 3629/30, 4176 Alberndorf im Pulkautal Tabernakelpfeiler (ObjektID 11697)        |
| ja   | Datei hochladen | Tabernakelpfeiler HERIS-ID: 15457 Objekt-ID: 11701                          | Standort KG: Alberndorf                      | Ein abgefaster Pfeiler mit zweiseitig geöffnetem Tabernakelaufsatz und krönender Steinkreuzpyramide steht östlich des Ortes auf freiem Feld. Das Tabernakel ist auf der Rückseite mit einer Stifterinschrift und der Jahreszahl 1694 bezeichnet. | BDA-Hist.: Q37785536 Status: § 2a Stand der BDA-Liste: 2025-06-30 Name: Tabernakelpfeiler GstNr.: 4363 Alberndorf im Pulkautal Tabernakelpfeiler (ObjektID 11701)                 |
| ja   | Datei hochladen | Friedhofsportal HERIS-ID: 15460 Objekt-ID: 11704                            | Standort KG: Alberndorf                      | Die beiden mit Pinienzapfen bekrönten Portalpfeiler sind mit Nischen ausgestattet, in denen sich je ein alter Grabstein befindet. Das zweiflügelige Portal selbst ist kunstvolle Schmiedeeisenarbeit.                                            | BDA-Hist.: Q37785589 Status: § 2a Stand der BDA-Liste: 2025-06-30 Name: Friedhofsportal GstNr.: 4406 Alberndorf im Pulkautal Friedhofsportal                                      |
| ja   | Datei hochladen | Pietà Maria Dreieichen HERIS-ID: 15450 Objekt-ID: 11694                     | vor Bundesstraße 128 Standort KG: Alberndorf | Aus dem Jahre 1910 stammt die Pietà-Figurengruppe auf einer Säule über dem mit der Stifterinschrift versehenen Sockel. Anmerkung: In Fehlerliste eingetragen.                                                                                    | BDA-Hist.: Q37785205 Status: § 2a Stand der BDA-Liste: 2025-06-30 Name: Pietà Maria Dreieichen GstNr.: 4317 Alberndorf im Pulkautal Pietà (Maria Dreieichen)                      |